# Coronacrisis in Oceanië
De coronacrisis in Oceanië begon in januari 2020 door de uitbraak van het coronavirus SARS-CoV-2, dat de besmettelijke ziekte COVID-19 veroorzaakt.

## Fiji
Op 19 maart werd door Fiji de eerste besmetting gemeld. Op 13 juli 2020 was dit aantal opgelopen tot 26 en op 17 november 2020 waren dit er 35.

## Frans-Polynesië
Op 11 maart werd de eerste besmetting in Frans-Polynesië gemeld. De eerste patiënt was Maina Sage, lid van het Franse parlement. Op 17 november was het aantal opgelopen tot 12.121 gevallen, waarvan 56 patiënten zijn overleden.

## Nieuw-Caledonië
Op 18 maart 2020 werden de eerste twee besmettingen gemeld in de Franse territoriale collectiviteit Nieuw-Caledonië.
Op 27 maart werd gemeld dat het aantal besmettingen opgelopen was tot 15.

## Papoea-Nieuw-Guinea
Op 20 maart werd door Papoea-Nieuw-Guinea de eerste besmetting gemeld. Op 28 juli 2020 was dit aantal opgelopen tot 62. Op 17 november 2020 was dit opgelopen tot 602.